# Carraia
Carraia è una frazione del comune italiano di Calenzano, nella città metropolitana di Firenze, in Toscana.
La frazione di Carraia dista circa 4 km dal capoluogo comunale.

## Storia
Già feudo della famiglia fiorentina dei Tosinghi, era nota come Carraja in Valmarina, a causa della ricca presenza di acquitrini e ruscelli. In età medievale fu sede di un'importante pieve, cui era annesso l'ospedale di San Giovanni. Nel 1833 contava 375 abitanti.

## Monumenti e luoghi d'interesse
A Carraia si trova pieve di Santa Maria, risalente all'età altomedievale.